# Moncrieff (Sänger)
Moncrieff (* Waterford; bürgerlich: Chris Breheny) ist ein irischer Popsänger, der in London lebt. 

## Musikalischer Werdegang
Chris Breheny wuchs in einer kleinen Stadt in Irland auf, wo er in seiner frühen Jugend allerdings noch keine Möglichkeit sah, Musik zu machen. Als er mit 16 Jahren seine Schwester verlor und zwei Jahre später auch seinen Bruder (beide litten an der Stoffwechselkrankheit zystische Fibrose), fand er Trost in Songs und begann schließlich, erste eigene Nummern zu schreiben. 
Um sich voll und ganz seiner Musik-Karriere zu widmen, brach er sein Jura-Studium ab und zog im Alter von 19 nach London, wo er bei der Restaurantkette Banana Tree in West Hampstead jobbte und regelmäßig zu Open Mics ging. Bei einem seiner Auftritte fragte ihn ein befreundeter Schlagzeuger, ob er bei einem BBC TV-Special mit Adele dabei sein möchte, wodurch er zu seinem ersten bezahlten Gig kam.
Seine Debütsingle Symptoms erschien 2017. Nach einer Erwähnung in Elton John's Radioshow Rocket Hour nahm BBC 1 Radio die Nummer ins Programm auf.
Am 9. Mai 2025 veröffentlichte Moncrieff sein Debütalbum Maybe It's Fine, an dem er 10 Jahre lang arbeitete und das am 22. Mai 2025 auf Platz 1 der irischen Charts einstieg.

## Diskografie

### Alben
| Jahr | Titel           | Höchstplatzierung, Gesamtwochen, AuszeichnungChartsChartplatzierungen (Jahr, Titel, Platzierungen, Wochen, Auszeichnungen, Anmerkungen) | Anmerkungen                       |
| Jahr | Titel           | IE | Anmerkungen                       |
| ---- | --------------- | --- | --------------------------------- |
| 2025 | Maybe It’s Fine | IE1 (1 Wo.)IE | Erstveröffentlichung: 9. Mai 2025 |

### EPs
- 2019: The Early Hurts [Neo Noir Records]
- 2022: Warm [energie]
- 2023: Highways & Hurricanes, BMG [energie, BMG]

### Mixtapes
- 2024: selfcare [energie, BMG]

### Singles
| Jahr | Titel Album | Höchstplatzierung, Gesamtwochen, AuszeichnungChartsChartplatzierungen (Jahr, Titel, Album, Platzierungen, Wochen, Auszeichnungen, Anmerkungen) | Anmerkungen                        |
| Jahr | Titel Album | IE | Anmerkungen                        |
| ---- | ----------- | --- | ---------------------------------- |
| 2022 | Warm        | IE54 (6 Wo.)IE | Erstveröffentlichung: 4. März 2022 |

Weitere Singles
- 2017: Symptoms [0e0e Ltd]
- 2018: Serial Killer (mit JUDGE) [Grape.Vn Records]
- 2019: Ghost [Neo Noir Records]
- 2019: Like I Do [Neo Noir Records]
- 2019: With All Due Respect (Like I Do Reprise)
- 2020: in my room (Demo) [Neo Noir Records]
- 2020: America [Neo Noir Records]
- 2022: Ruin [energie]
- 2022: I'm With You [energie]
- 2022: Perfect [energie, BMG]
- 2022: What Am I Here For [energie, BMG]
- 2023: Love Somebody [energie, BMG]
- 2024: Unlove You [energie, BMG]
- 2024: How It Ends [Warner Music]
- 2024: i just don't think I'll make it over you. [Warner Music]
- 2025: Hard Feelings [Warner Music]
- 2025: Shangri-La [Warner Music]

## Auszeichnungen
- 2023: RTÉ Choice Music Prize (Irish Song of the Year für die Single Warm)[9]